# تقی پورنامداریان
تقی پورنامداریان (متولد ۱۳۲۰ خورشیدی در همدان) شاعر و پژوهشگر ایرانی و استاد ادبیات فارسی پژوهشگاه علوم انسانی و مطالعات فرهنگی است. پژوهش‌های وی بیشتر در حوزهٔ نقد و عرفان و تفسیر شعر هستند.

## تحصیلات
تقی پورنامداریان تحصیلات خود را از کلاس سوم ابتدایی شروع نموده و در رشتهٔ ریاضی در زادگاهش دیپلم گرفت و به معلمی پرداخت. یکی از معلمان دبستان روستای الفوت (در حوالی همدان) وی را به ادامه تحصیل در دانشگاه ترغیب کرد. پورنامداریان پس از موفقیت در امتحانات دانشگاه در رشته زبان و ادبیات فارسی دانشگاه تهران از روستای الفوت به ازندریان منتقل شد. وی پس از انتقال به تهران تحصیلات خود را در دوره کارشناسی ارشد در پژوهشکده فرهنگ ایران ادامه داد. او اولین دانشجوی پژوهشکده بود که به تشویق محسن ابوالقاسمی در آزمون ورودی دکتری دانشگاه تهران شرکت کرد و در سال ۱۳۵۸ با دفاع از پایان‌نامهٔ دکتری خود تحت عنوان «رمز و داستان‌های رمزی» به راهنمایی محمدرضا شفیعی کدکنی فارغ‌التحصیل شد.

##### شاگردان
- قیصر امین پور
- مسعود جعفری
- حمید عبدالهیان
- کورش صفوی
- علی محمدی